# تومی ادلوی
تومی ادلوی (انگلیسی: Tomi Adeloye؛ زادهٔ ۱۷ فوریهٔ ۱۹۹۶) بازیکن فوتبال است.